# Hogna petersi
Hogna petersi är en spindelart som först beskrevs av Karsch 1878.  Hogna petersi ingår i släktet Hogna och familjen vargspindlar.
Artens utbredningsområde är Moçambique. Inga underarter finns listade i Catalogue of Life.